# Gromphas
Gromphas là một chi bọ cánh cứng thuộc họ Scarabaeidae.